# ایستگاه راه‌آهن خیابان کویین کاردیف
ایستگاه راه‌آهن خیابان کویین کاردیف (ویلزی: Caerdydd Heol y Frenhines) یک ایستگاه راه‌آهن در کاردیف، ولز است.
این ایستگاه که در سال ۱۸۴۰ تأسیس شده جزئی از چند خط محلی و داخلی در ولز است.

## نگارخانه

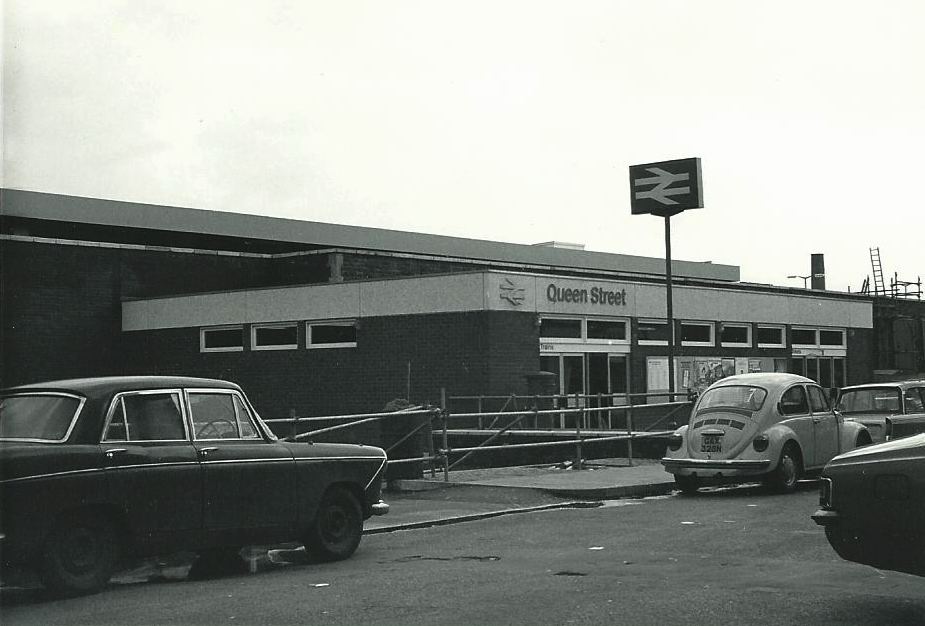
February 1975
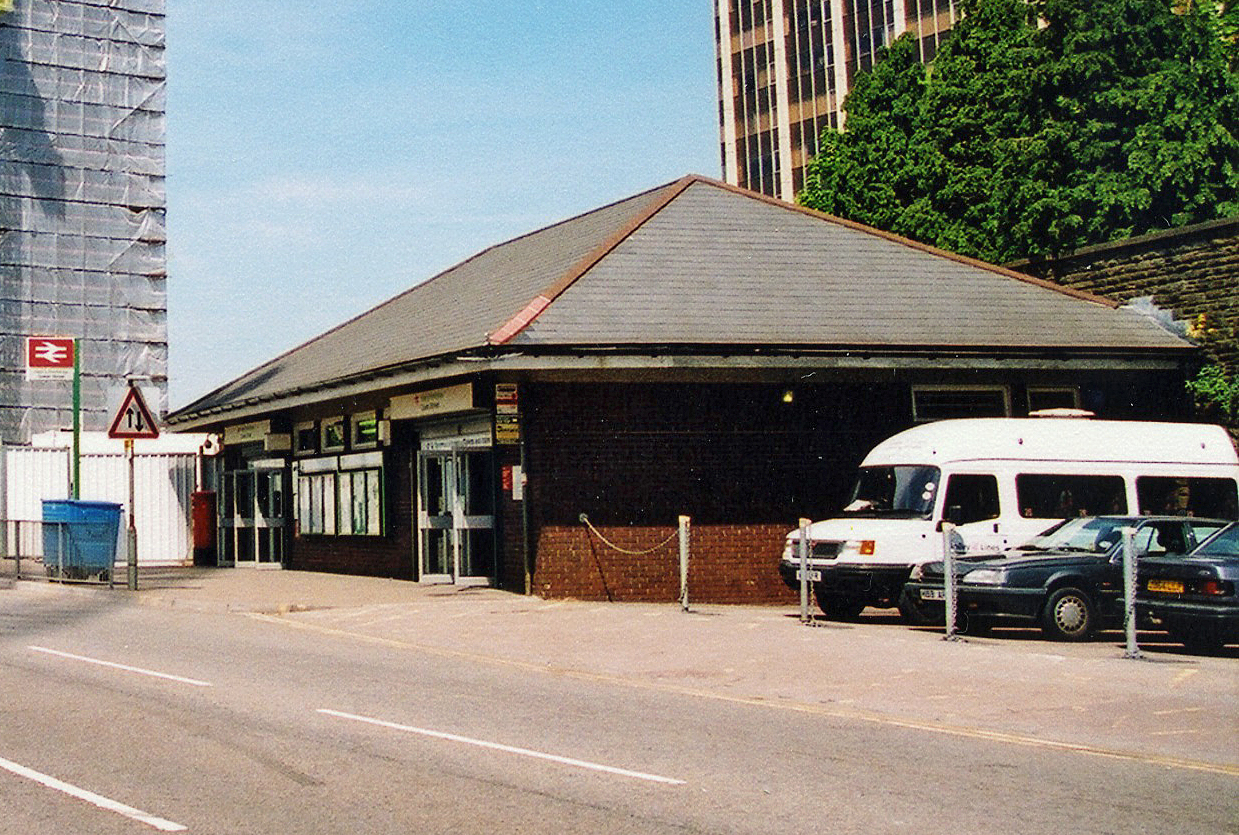
2001
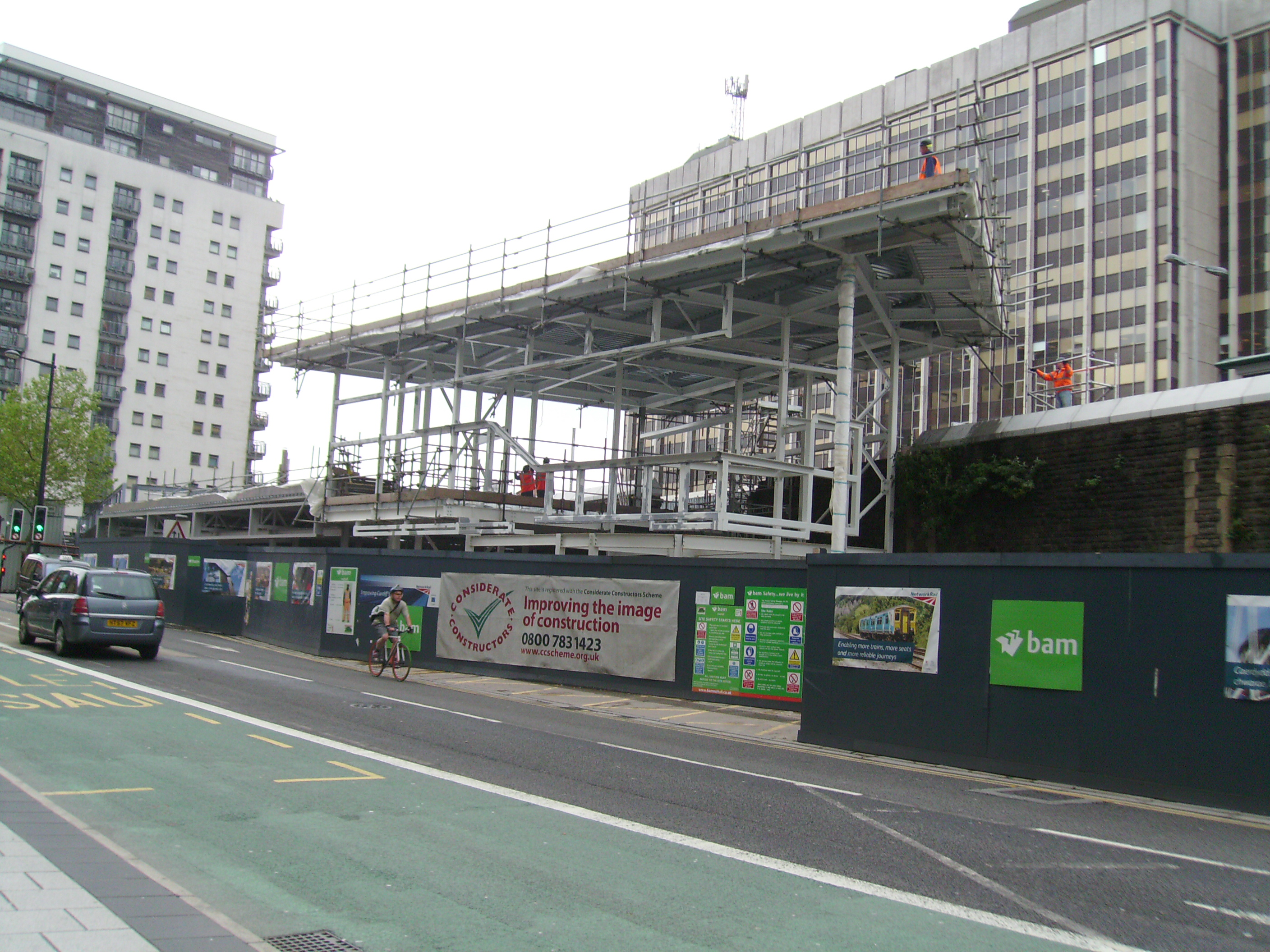
During reconstruction in 2014
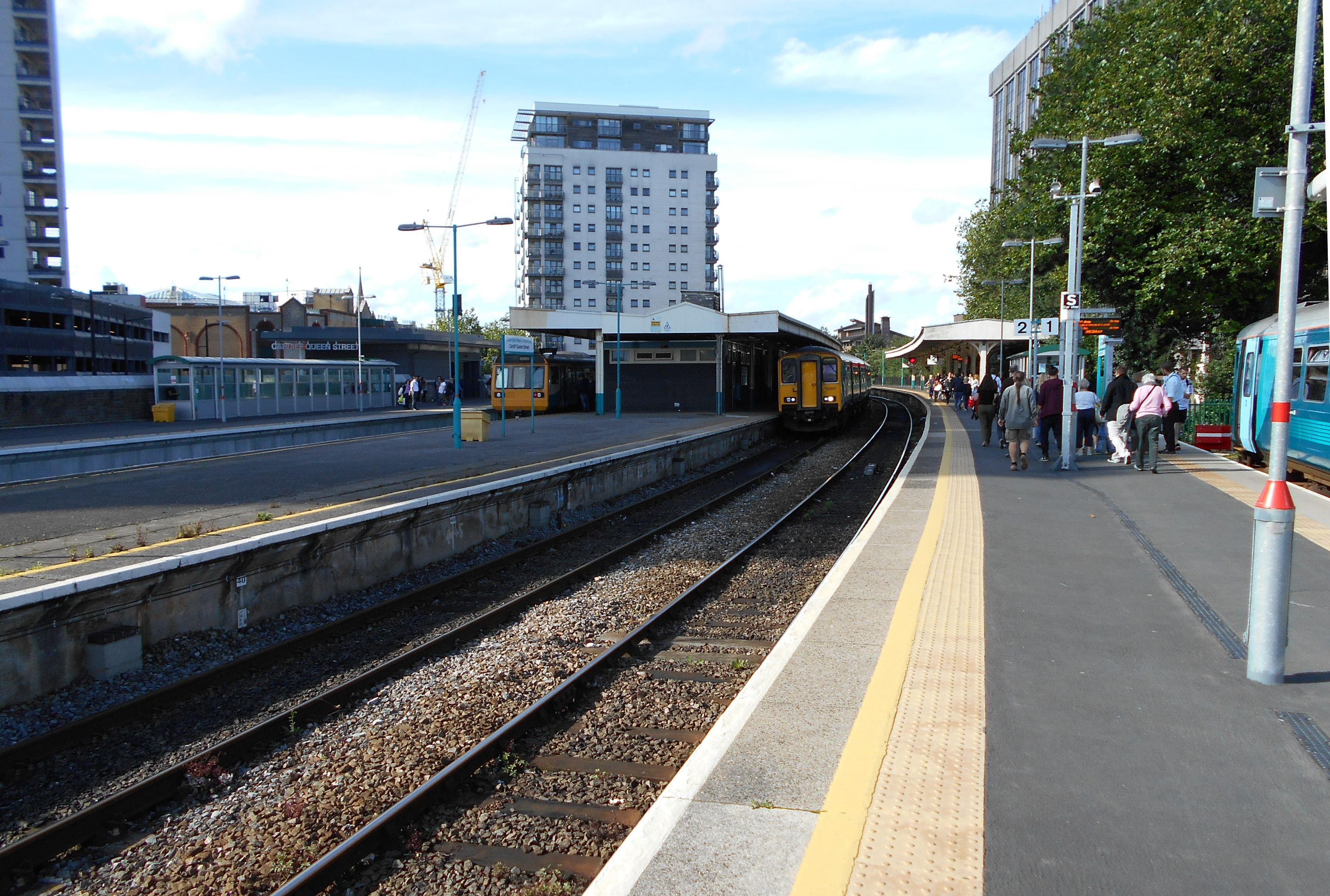
۲۰۱۵